# Orthostat
Als Orthostat (Plural: Orthostaten) (griech. ὀρθοστάτης, aufrecht stehend) – wird in der Archäologie ein großer, aufrecht stehender Steinblock oder eine entsprechende Steinplatte bezeichnet, die Teil einer Baustruktur sein kann. Dieses Bauelement fand insbesondere bei Gräbern, Tempelanlagen sowie in der antiken Monumentalarchitektur Anwendung.

## Urgeschichte
Für die Vorgeschichte definiert das britische Concise Oxford Dictionary of Archaeology Orthostaten als große aufrechtstehende Steine, die in Megalithgräbern das Dach tragen. Menhire haben dagegen keine tragende Funktion und sind somit keine Orthostaten.

## Bauforschung
In der Bauforschung wird auch die aus mächtigen Werksteinen gesetzte, unterste Wandschicht minoischer und griechischer Tempel sowie Repräsentationsbauten als Orthostatenschicht bezeichnet. Die einzelnen Steine dieser Schicht werden Orthostaten genannt. Sie konnten waagrecht gesetzt sein, waren aber auch oft hochkant gestellt und wurden meist zweireihig ausgeführt.

## Vorderasiatische Archäologie
In der vorderasiatischen Archäologie werden auch Steinplatten, die aufrecht an der Innenseite von Gebäuden, vor allem von Repräsentationsbauten, stehen, als Orthostaten bezeichnet, zum Beispiel in Neo-hethitischen Palästen wie Ain Dara,  Karkemisch, Karatepe oder Zincirli, und entsprechenden Neo-Assyrischen Anlagen. Sie sind oft mit Reliefs verziert. Diese Platten müssen nicht besonders groß sein. Im mittelbronzezeitlichen „Orthostatengebäude“ von Tel Kabri sind die entsprechenden Platten nur zwischen 0,4 und 1,5 m hoch.

Verschiedene Nutzungen von Orthostaten
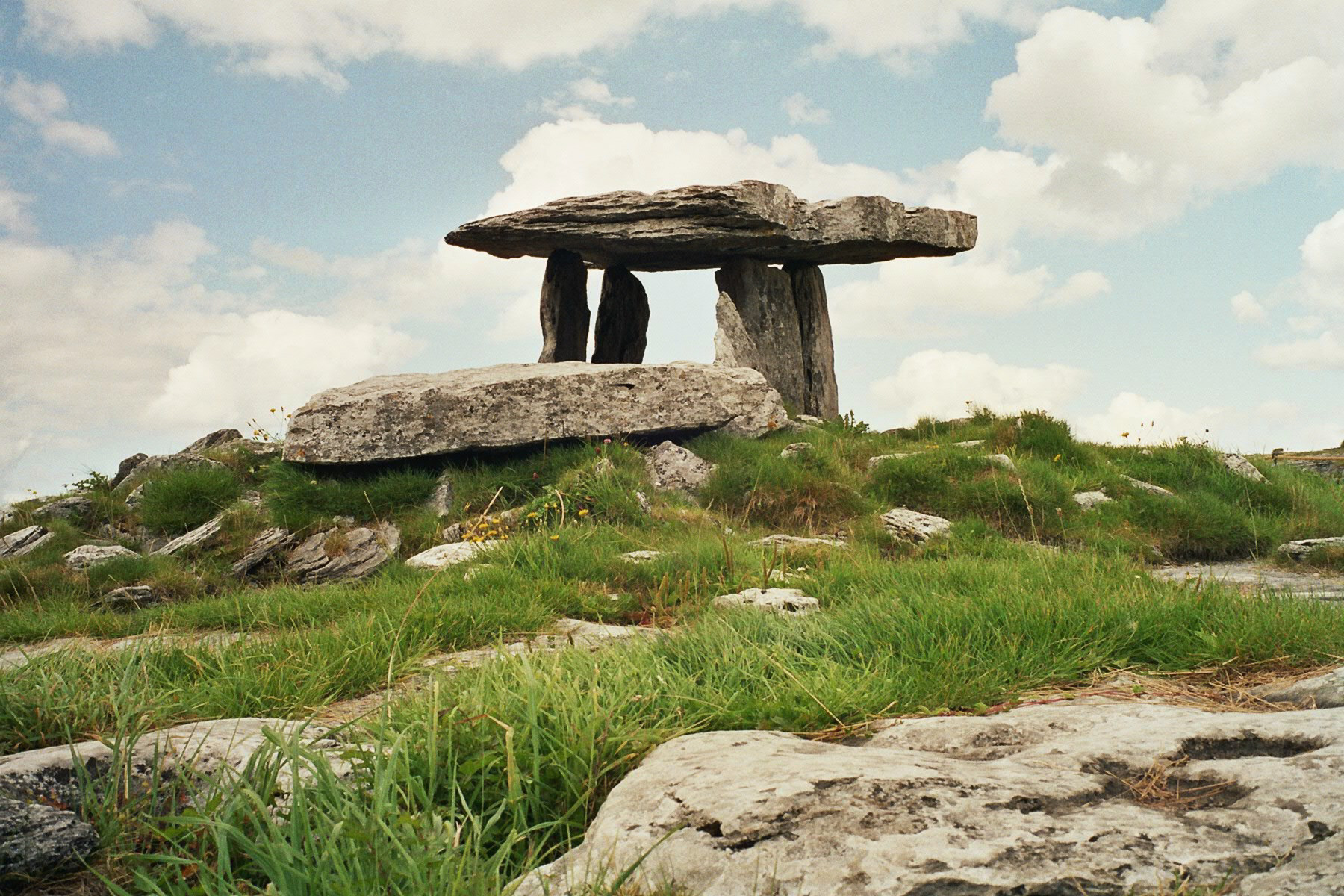
Poulnabrone-Dolmen, Irland. Orthostaten tragen einen Deckstein
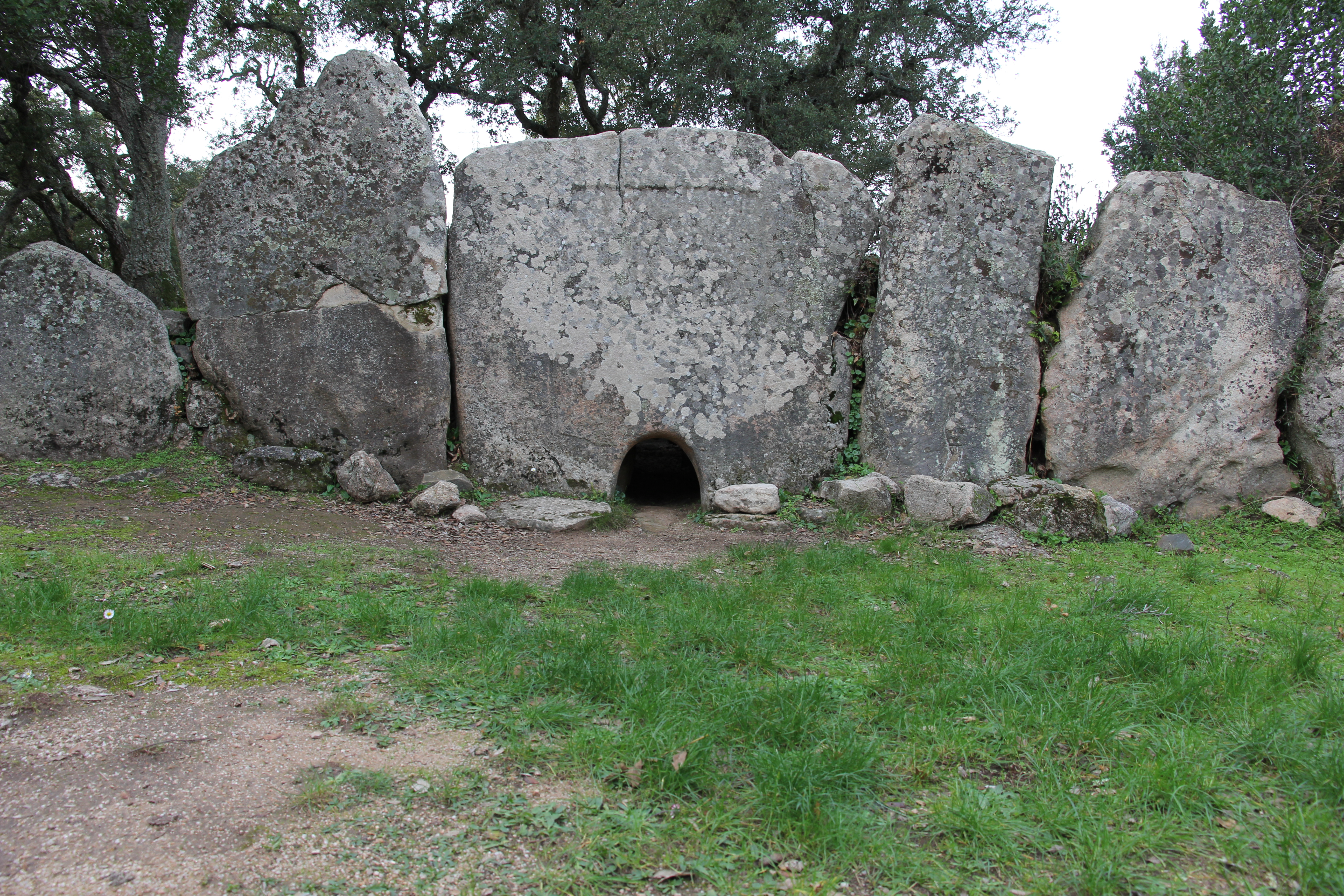
Das Gigantengrab von Pascaredda in Sardinien mit senkrecht gestellten Orthostaten
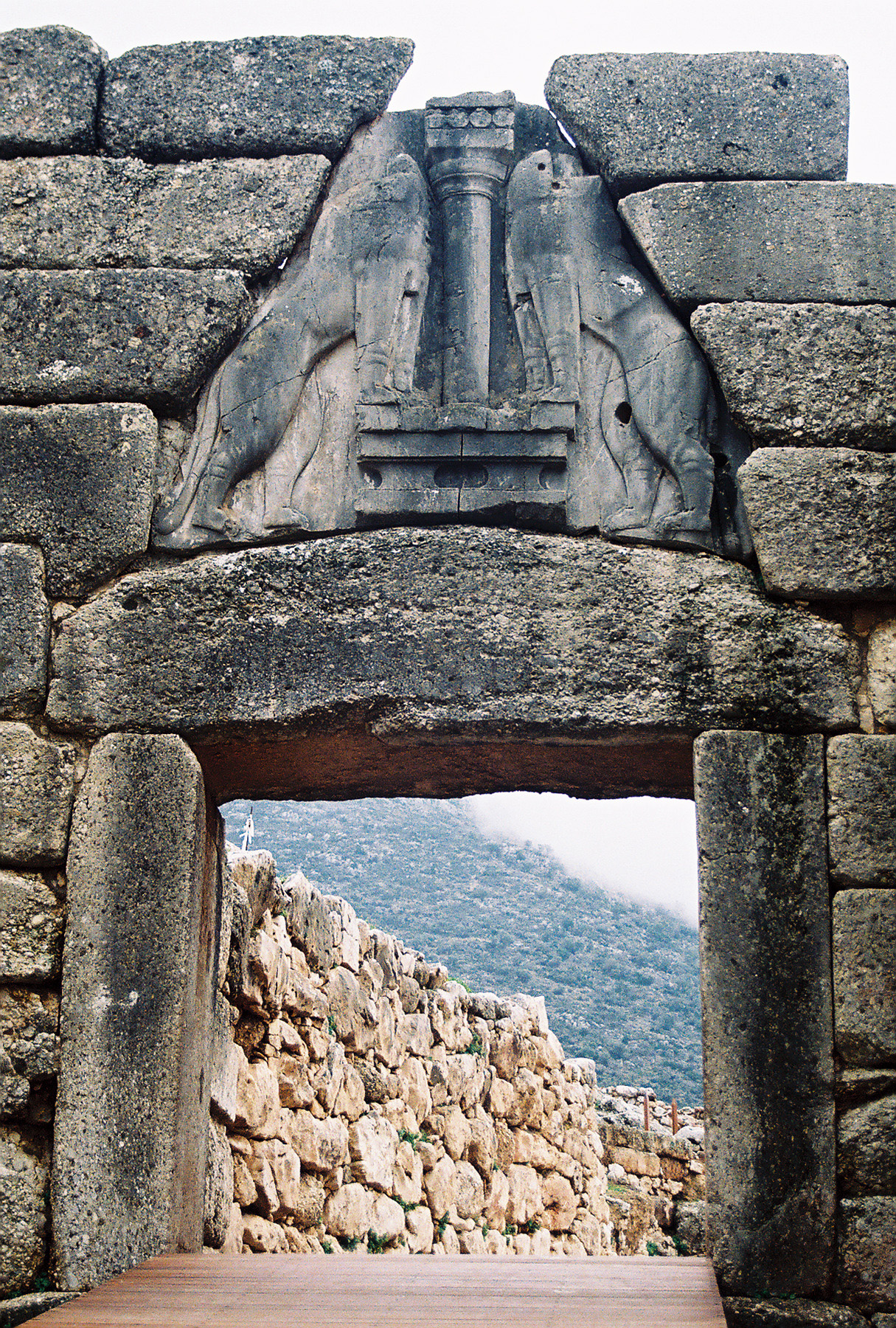
Das Löwentor von Mykene, Griechenland. Monumentalarchitektur mit Orthostaten
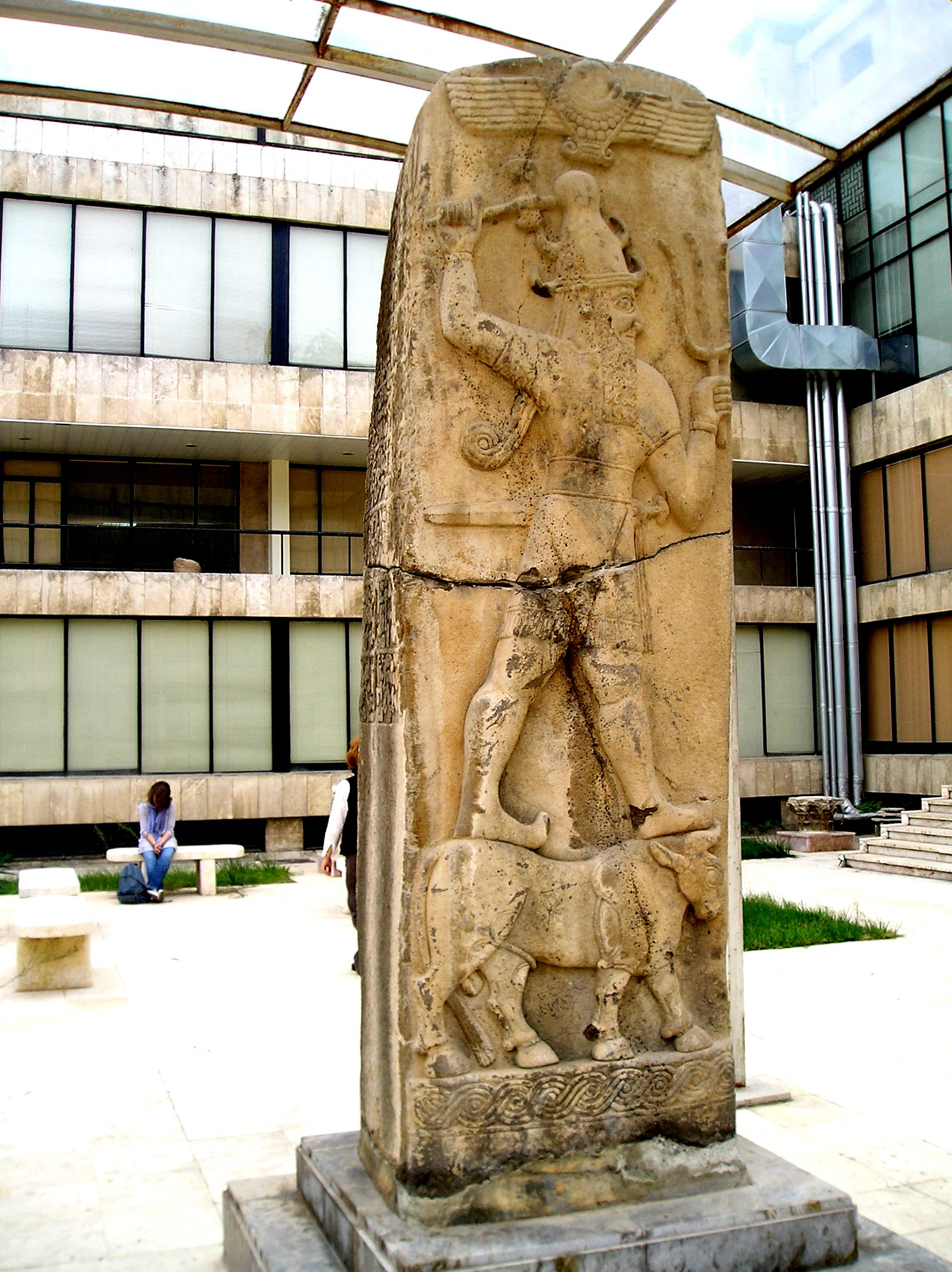
Der altorientalische Wettergott von Aleppo, ein Orthostat aus Til Barsip, Syrien
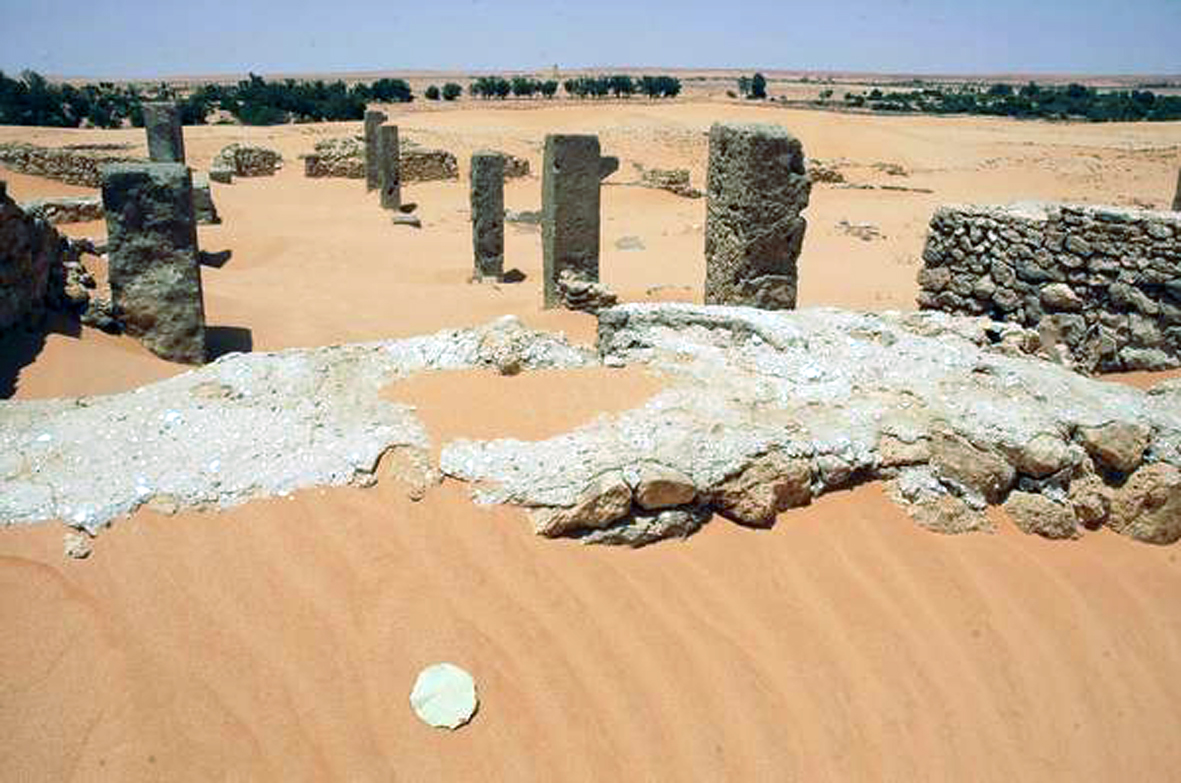
Orthostaten als Bauelemente im Stabsgebäude des römischen Kastells Gholaia, Libyen